# Softpedia
Softpedia — вебсайт новин програмного забезпечення та технологій, що базується в Румунії. Він індексує, оглядає та розміщує програмне забезпечення, яке можна завантажити, а також повідомляє новини на технологічні та наукові теми.

## Вебсайт
Softpedia містить огляди, написані її співробітниками. Кожен огляд містить оцінку від 1 до 5 зірок, і часто публічний рейтинг, до якого може долучитися будь-який відвідувач сайту.
Продукти організовано за категоріями, які відвідувачі можуть сортувати за останніми оновленнями, кількістю завантажень або рейтингом. Вільне і комерційне програмне забезпечення (та їхні безкоштовні пробні версії) також можуть бути перелічені окремо. Softpedia показує віртуальні нагороди для продуктів, що не містять рекламного, шпигунського та комерційного програмного забезпечення. Продукти, які містять ці не пов'язані та/або непередбачувані компоненти та пропозиції (відомі як потенційно небажані програми), позначаються як такі.
Softpedia не перепаковує програмне забезпечення для розповсюдження. Вона надає пряме завантаження програмного забезпечення в оригінальній формі, посилання на завантаження розробників або і те, і інше. Деякі продукти розміщуються на власних серверах на випадок, якщо вони стають недоступними на сайтах розробників.
Власником сайту є румунська компанія SoftNews NET SRL.
У грудні 2008 року SoftNews NET SRL запустила Autoevolution, сайт автомобільних новин та довідкової інформації.